# براکه (اونتروسر)
شهر براکه در ایالت نیدرزاکسن در کشور آلمان واقع شده است.